# Osia Lewis
Osia Lewis (Anchorage, Alaszka, 1962. december 3. – Nashville, Tennessee, 2020. május 31.) amerikai amerikaifutball-játékos és -edző, 2016 és 2020 között a Vanderbilt Commodores linebackereinek edzője.

## Játékosként

### Egyetemi
A tucsoni középiskolában érettségizett. 1982 és 1985 között az Oregon State Beavers linebackere volt, de quarterbackként, safetyként és wide receiverként is játszott. Negyedévesen, 1985-ben a csapat leginspirálóbb tagjának nevezték, emellett elnyerte az All-Pac-10 és az Associated Press All-America elismerését. Az évben több rekordot is felállított.

### Profi
1987 és 1989 között a Chicago Bruisers játékosa volt; 1988-ban elnyerte az All-Arena elismerést. 1990-ben az Albany Firebirdsnél játszott.

## Edzőként
1989–1990-ben a Western Oregon Wolves helyettese, 1991 és 1996 között pedig az Oregon State Beavers speciális csapatának edzője volt. 1997 és 2000-ben az Illinois Fighting Illini védőfalát, 2001–2002-ben pedig linebackereit edzette. 2003 és 2007 között a New Mexico Lobos védőkoordinátora volt; emellett 2003 és 2005 között a védőfal, 2006–2007-ben pedig a linebackerek edzőjeként is alkalmazták.
2008–2009-ben a UTEP Miners, 2010-ben pedig a Hartford Colonials védőkoordinátora volt, majd 2011 és 2015 között a San Diego State Aztecs védőfaledzőjeként alkalmazták.
2016 februárjában a Vanderbilt Commodores munkatársa lett.

## Halála
2020. május 31-én, 57 évesen hunyt el májrákban.

## Fordítás
- Ez a szócikk részben vagy egészben  az   Osia Lewis című angol Wikipédia-szócikk ezen változatának fordításán alapul.  Az eredeti cikk szerkesztőit annak laptörténete sorolja fel. Ez a jelzés csupán a megfogalmazás eredetét és a szerzői jogokat jelzi, nem szolgál a cikkben szereplő információk forrásmegjelöléseként.